# ديفيد فرازير
ديفيد فرازير (بالإنجليزية: David Fraser)‏ هو لاعب كرة قدم بريطاني، ولد في 6 يونيو 1937 في Newtongrange ‏ في المملكة المتحدة. لعب مع هال سيتي.